# Tupac Inca Yupanqui
Tupac Inka Jupanki nagyon fiatal korától összekapcsolódott apja hódító nézeteivel, 16-tól 30 éves koráig társkirályként uralkodott. Összeházasodott Ocllo mamával.

## Korai évek

### 1456-1471
Hatékony segítőnek és munkatársnak bizonyult. Tehetséges harcos volt, és legyőzhetetlen hódítóként adott területeket a birodalomhoz. Először megerősítette a Cuzcoi Birodalom erődjeit, majd észak felé menetelt, szétzúzva Huamanga pocráit, eztán folytatta útját Jauja felé, és Chinchaycochában megalapította Pumpu llactáját (városát). Hadjárata Chachapoyas (északi dzsungel), Cañaris és Cayambis (Ecuador) földje felé folytatódott. Cajamarcába nyomult előre, és ott rendezte be a támaszpontját, ahonnan a tengerpart felé indult, hogy meghódítsa a Chimu Birodalmat. A háború több évig tartott, mivel a Chan Chan hősiesen ellenállt; a folyamatos élelem-biztosítást csak úgy sikerült leállítani, hogy a Moche folyó vizét a homokpadokra irányították, így Chan Chan ellátmány nélkül maradt.

## Uralkodása

### Reformok és hódítások

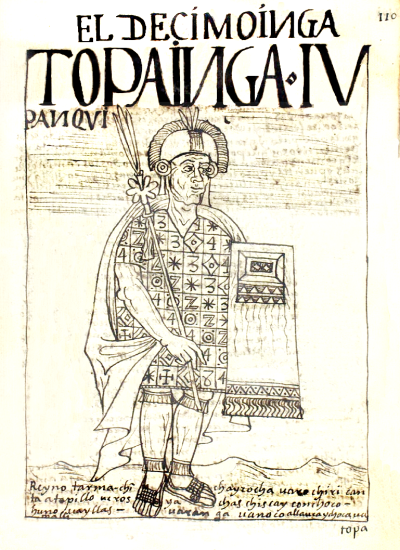
Guaman Poma de Ayala rajza a "Nueva crónica y buen gobierno" krónikából (1615).

A Tupac Jupanki által elfoglalt terület rózsaszínnel jelölve.

1471-ben Pacsakutek Jupanki lemondott a trónról a javára. Aktív volt a kormányzásban is. Megszervezte a curacas-t (képviselőket), elrendelt egy népszámlálást, elosztotta a munkát, új tisztségeket állított fel, megszilárdította a mitimaes-t (szolgálatban lévő küldötteket), folytatta a nagy inka birodalmi utak építését, átalakította a börtönöket, terjesztette a Nap kultuszát és létrehozott egy naptárat, csodálatos palotákat épített Tumipamba városában újszülöttje, Huayna Capac megünnepelése alkalmából és megalapította Quitót. Az volt az ambíciója, hogy "A Ragyogónak" nevezzék. Politikai és katonai intézkedései a birodalom határainak kiszélesítésére, ugyanakkor a rend és a béke fenntartására összpontosítottak. Hadsereget toborzott, és Antisuyu felé menetelt, melybe három szektoron keresztül vonult be: Aguatoma, Amaro és Pilcopata. Ebben a hadműveletben két bátor harcos segítette: Otoronco Achachi és Chalco Yupanqui. Megtámadták a dzsungelt, és bekebelezték Yanasimi, Otapari és Manu törzseket. Egyik tábornoka, Cusi Rimachi, Camata útvonalát követve érkezett Paititisbe. Ezeket a régiókat azért hódították meg, hogy egzotikus madarakkal, gyógynövényekkel és chonta fával megrakodva térjenek haza. Utóbbit lándzsáik gyártásához használtak, valamint ott ahol kivágták őket, kokafákat szánt földterületek kaptak helyet. Az expedíció során bátyja, Amaro Topa Inka felhívta figyelmet a collák felkelésére, akik a puquinák és az omasu-yosok segítségével Cuzco ellen vonultak. A konfliktus két évig tartott, s Tupac Yupanqui győzelmével zárult. Győzelmének megszilárdítása érdekében szükségesnek látta, hogy megszállja Colla területét, egészen Charcasig. Folytatódott az llaqta, colca, pucaras, callancas, és a tambos építése.

### Utazása Polinéziába
Tupac Jupanki az ecuadori Manta-ból kihajózva, majd polinéziai Mangareva és Pascua szigeteket érintve hajózott az óceániai kontinensre. Mielőtt Kolumbusz felfedezte Amerikát, Dél-Amerika nyugati partján az inkák és más andoki kultúrák a rusztikus balsa fa hajók és nádhajók kezelésével bizonyították a tengeri hajózás ismeretét. 20 000 emberrel bontott vitorlát, és megérkezett a Ninachumbi és Kolumbiai nevű szigetekre (valószínűleg ezek valamelyike a Rapa Nui sziget, ahol egy valószínűleg inka eredetű fal van, és ahol egy tupa harcosról szóló történetek ismertek). Egyes történészek úgy vélik, hogy Polinéziába utazott, különösen a Mangareval-szigetre, ahol a tizennyolcadik században lakói egy legendát meséltek egy inka nevű vezérről, aki kelet felől érkezett. Ugyanaz a történet ismert a Marquesas-szigeteken is. Ez az út kilenc–12 hónapig tartott. Az igazság az, hogy két évvel később visszatért, magával hozva fekete embereket, sárgaréz nyergeket, bőröket és állkapcsokat, ezeket a Cuzcói Sacsayhuamán erődbe vitték.

### Tupac Yupanqui halála

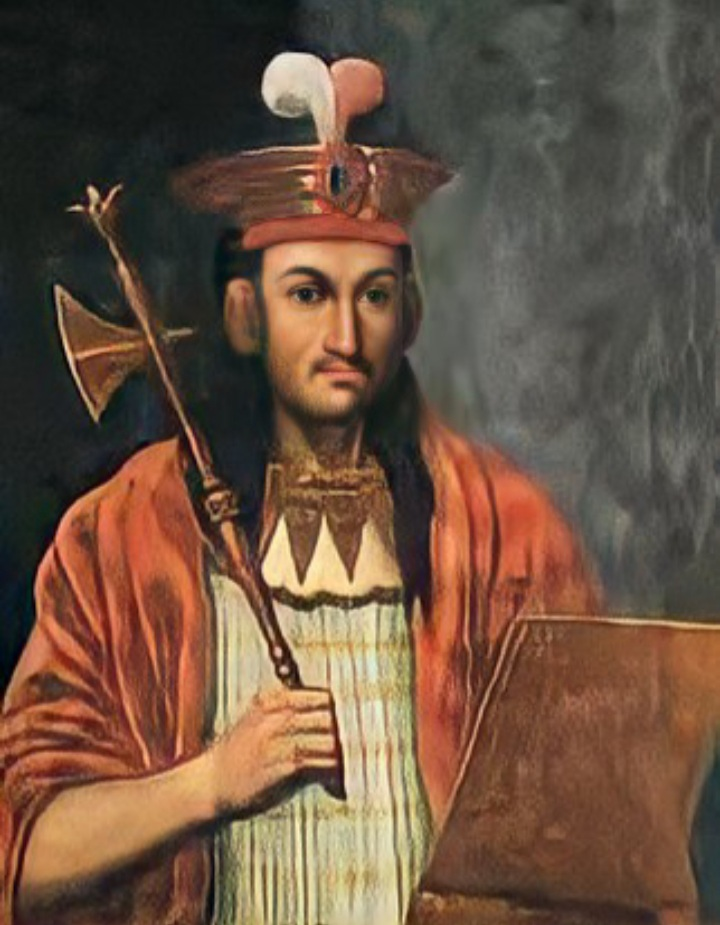
Túpac Yupanqui portréja

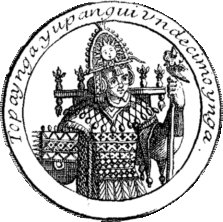
Tupac Yupanqui

Egyesek szerint felesége, Chudyi Ocllo megrészegítette azzal azért, hogy fiát, Huarit előnyben részesítse az öröklésben. Azonban hirtelen meggondolta magát, és a 17 éves Huayna Capacot kiáltotta ki sapa inkának (császárnak). Múmiáját Quito bevételéig megőrizték, amelynek során Quizquiz és Calcuchimac Óuitó-i tábornokok elégették, megtorlásul Quitó megszállásáért.